# Lewis Cook
Lewis John Cook (York, 3 febbraio 1997) è un calciatore inglese, centrocampista del Bournemouth.

## Caratteristiche tecniche
Gioca principalmente come mediano di centrocampo in grado sia di interrompere il gioco avversario, sia di impostare l'azione, smarcandosi e venendo in soccorso dei compagni di squadra. Abbina la velocità - caratteristica che gli consente di adattarsi a più moduli di gioco - ad una tecnica discreta.

## Carriera

### Club
Esordisce con il Leeds il 9 agosto 2014 in occasione della sfida di Championship persa 2-0 contro il Millwall, subentrando al 64' al posto di Souleymane Doukara. È poi costretto a saltare il finale di stagione a causa di un infortunio alla caviglia rimediato con l'Under-19. L'11 maggio 2015 rinnova il proprio contratto fino al 2017. Mette a segno la sua prima rete in carriera il 12 agosto 2015 in Football League Cup contro il Doncaster.
L'8 luglio 2016 passa al Bournemouth, firmando un contratto quadriennale.

### Nazionale
Nel maggio 2014 vince l'Europeo Under-17, disputato a Malta, con la nazionale inglese. Nel maggio 2017 disputa con i gradi da capitano il mondiale under-20 del 2017, concluso con la vittoria del torneo della nazionale Under-20 inglese.
Nel settembre 2017 ha fatto il suo esordio con la nazionale Under-21 inglese contro i pari età olandesi.
Nel novembre 2017 Cook riceve la sua prima chiamata dal CT. Gareth Southgate, nella nazionale maggiore per l'amichevole contro il Brasile, senza però mai scendere in campo. Tuttavia il debutto ufficiale con la maglia dei tre leoni avviene il 27 marzo 2018 nella partita pareggiata a Londra per 1-1 contro l'Italia; subentrando al 71º minuto a Jesse Lingard. Per via del suo esordio suo nonno (a seguito di una scommessa) ha guadagnato 18.000 euro.

## Statistiche

### Presenze e reti nei club
Statistiche aggiornate al 18 maggio 2024.
| Stagione           | Squadra            | Campionato         | Campionato | Campionato | Coppe nazionali | Coppe nazionali | Coppe nazionali | Coppe continentali | Coppe continentali | Coppe continentali | Altre coppe | Altre coppe | Altre coppe | Totale | Totale |
| Stagione           | Squadra            | Comp               | Pres       | Reti       | Comp            | Pres            | Reti            | Comp               | Pres               | Reti               | Comp        | Pres        | Reti        | Pres   | Reti   |
| ------------------ | ------------------ | ------------------ | ---------- | ---------- | --------------- | --------------- | --------------- | ------------------ | ------------------ | ------------------ | ----------- | ----------- | ----------- | ------ | ------ |
| 2014-2015          | Leeds              | FLC                | 37         | 0          | FACup+CdL       | 0+1             | 0               | -                  | -                  | -                  | -           | -           | -           | 38     | 0      |
| 2015-2016          | Leeds              | FLC                | 43         | 1          | FACup+CdL       | 3+1             | 1               | -                  | -                  | -                  | -           | -           | -           | 47     | 2      |
| Totale Leeds       | Totale Leeds       | Totale Leeds       | 80         | 1          |                 | 5               | 1               |                    | -                  | -                  |             | -           | -           | 85     | 2      |
| 2016-2017          | Bournemouth        | PL                 | 6          | 0          | FACup+CdL       | 1+2             | 0               | -                  | -                  | -                  | -           | -           | -           | 9      | 0      |
| 2017-2018          | Bournemouth        | PL                 | 29         | 0          | FACup+CdL       | 0+3             | 0               | -                  | -                  | -                  | -           | -           | -           | 32     | 0      |
| 2018-2019          | Bournemouth        | PL                 | 13         | 0          | FACup+CdL       | 0+2             | 0               | -                  | -                  | -                  | -           | -           | -           | 15     | 0      |
| 2019-2020          | Bournemouth        | PL                 | 27         | 0          | FACup+CdL       | 1+1             | 0               | -                  | -                  | -                  | -           | -           | -           | 29     | 0      |
| 2020-2021          | Bournemouth        | FLC                | 31         | 1          | FACup+CdL       | 2+2             | 0               | -                  | -                  | -                  | -           | -           | -           | 35     | 1      |
| 2021-2022          | Bournemouth        | FLC                | 28         | 1          | FACup+CdL       | 1+0             | 0               | -                  | -                  | -                  | -           | -           | -           | 29     | 1      |
| 2022-2023          | Bournemouth        | PL                 | 28         | 0          | FACup+CdL       | 1+2             | 0               | -                  | -                  | -                  | -           | -           | -           | 31     | 0      |
| 2023-2024          | Bournemouth        | PL                 | 33         | 0          | FACup+CdL       | 3+2             | 0               | -                  | -                  | -                  | -           | -           | -           | 38     | 0      |
| Totale Bournemouth | Totale Bournemouth | Totale Bournemouth | 195        | 2          |                 | 23              | 0               |                    | -                  | -                  |             | -           | -           | 218    | 2      |
| Totale carriera    | Totale carriera    | Totale carriera    | 275        | 3          |                 | 28              | 1               |                    | -                  | -                  |             | -           | -           | 303    | 3      |

### Cronologia presenze e reti in nazionale
| Cronologia completa delle presenze e delle reti in nazionale ― Inghilterra | Cronologia completa delle presenze e delle reti in nazionale ― Inghilterra | Cronologia completa delle presenze e delle reti in nazionale ― Inghilterra | Cronologia completa delle presenze e delle reti in nazionale ― Inghilterra | Cronologia completa delle presenze e delle reti in nazionale ― Inghilterra | Cronologia completa delle presenze e delle reti in nazionale ― Inghilterra | Cronologia completa delle presenze e delle reti in nazionale ― Inghilterra | Cronologia completa delle presenze e delle reti in nazionale ― Inghilterra |
| Data                                                                       | Città                                                                      | In casa                                                                    | Risultato                                                                  | Ospiti                                                                     | Competizione                                                               | Reti                                                                       | Note                                                                       |
| -------------------------------------------------------------------------- | -------------------------------------------------------------------------- | -------------------------------------------------------------------------- | -------------------------------------------------------------------------- | -------------------------------------------------------------------------- | -------------------------------------------------------------------------- | -------------------------------------------------------------------------- | -------------------------------------------------------------------------- |
| 27-3-2018                                                                  | Londra                                                                     | Inghilterra                                                                | 1 – 1                                                                      | Italia                                                                     | Amichevole                                                                 | -                                                                          | 71’                                                                        |
| Totale                                                                     |                                                                            | Presenze                                                                   | 1                                                                          |                                                                            | Reti                                                                       | 0                                                                          |                                                                            |

## Palmarès

### Nazionale

#### Competizioni giovanili
- Campionato d'Europa Under-17: 1

Malta 2014
- Campionato mondiale Under-20: 1

Corea del Sud 2017